# Zapora na Łomnicy

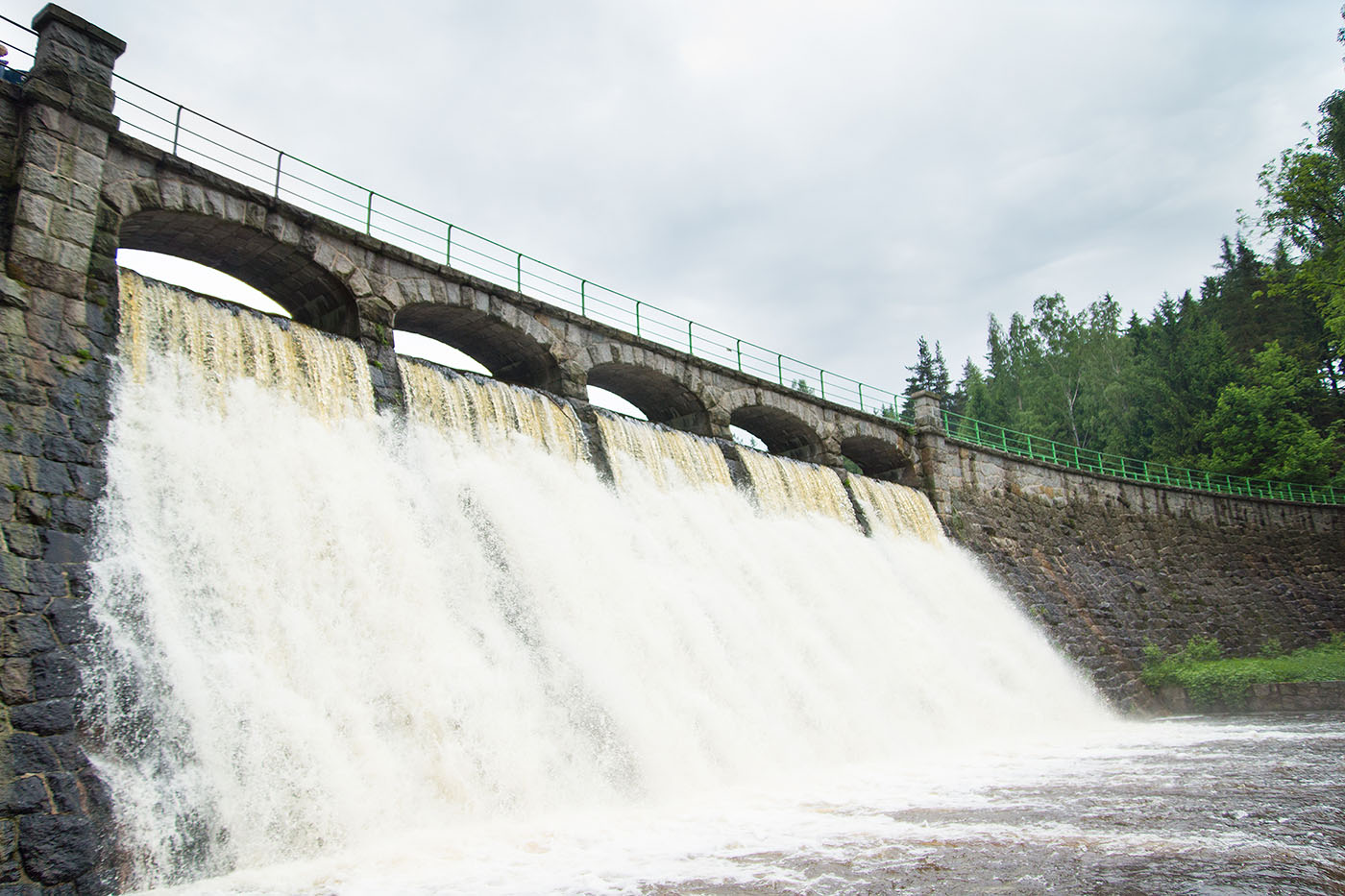
Wodospad Łomnicy

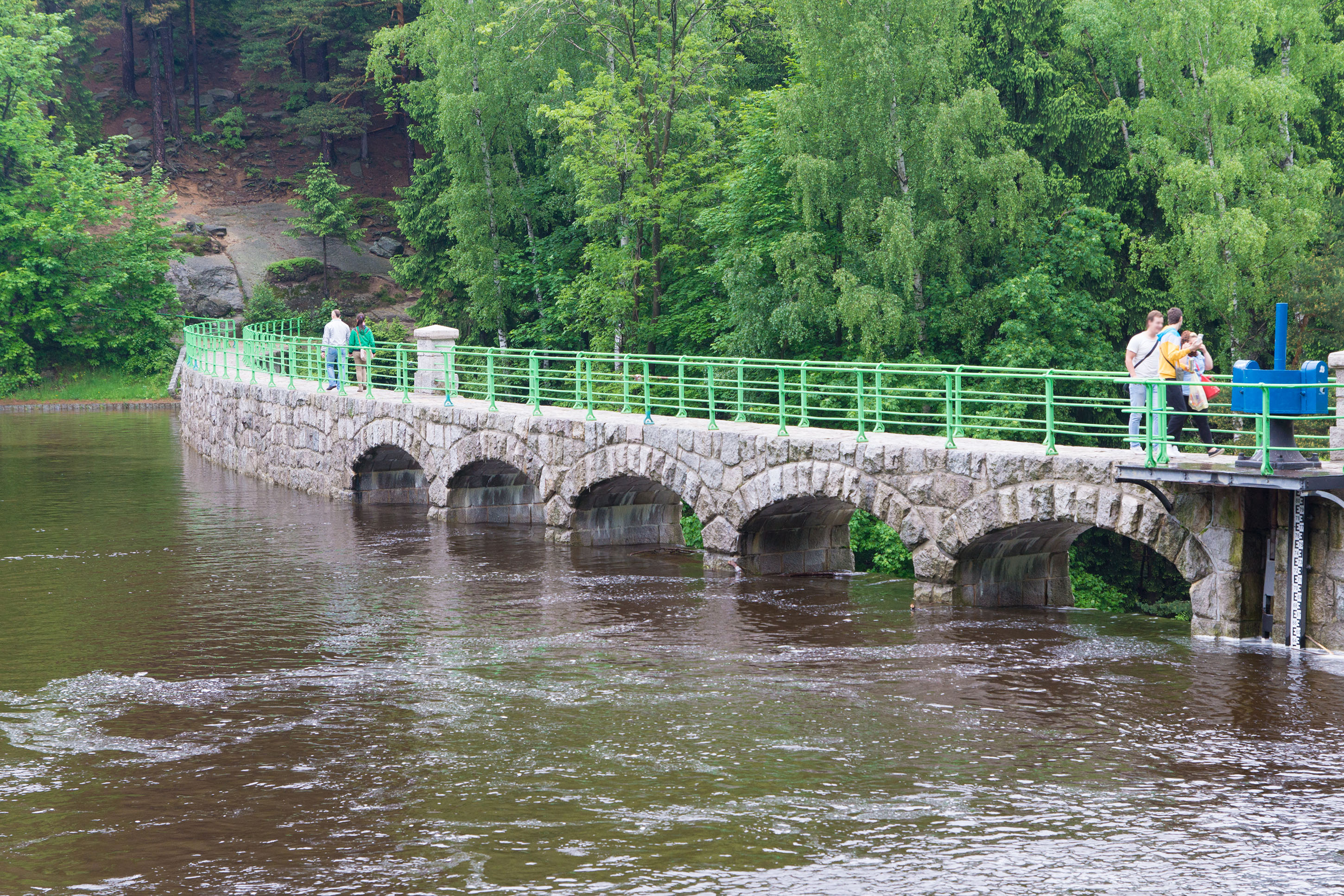
Zapora od strony zbiornika

Zapora na Łomnicy – półkolista zapora wodna, z pięcioma przelewami, na rzece Łomnica, w Karpaczu. Zapora zbudowana jest z granitowych bloków, korona ma długość około 105 m, powstała w latach 1910–1915. Ma pojemność nominalną 540.000 m³. Przyczyną, dla której została zbudowana, była katastrofalna powódź z 1897 roku. Utworzony przez nią zbiornik wodny gromadzi nie tylko nadmiar wód opadowych, ale też rumosz skalny. Korona zapory udostępniona jest dla ruchu pieszego i prowadzi przez nią czerwony szlak turystyczny.